# Michael Müller
Michael Müller (Berlino Ovest, 9 dicembre 1964) è un politico tedesco del Partito Socialdemocratico di Germania, sindaco di Berlino dall'11 dicembre 2014 al dicembre 2021 e presidente del Bundesrat dal 1º novembre 2017 all'ottobre 2018. Dal 2021 è membro del Bundestag tedesco.

## Biografia
Müller è nato a Berlino-Tempelhof e lì è cresciuto. Nel 1982 consegue la maturità classica e dal 1983 al 1986 svolge un tirocinio come impiegato d'ufficio. Ha quindi lavorato come tipografo freelance nell'azienda di famiglia con suo padre, Jürgen Müller, fino al 2001. Il padre gestiva una piccola tipografia a Neu-Tempelhof.
Müller è membro della SPD dal 1981. Dal 1989 al 1996 è stato membro dell'Assemblea distrettuale di Tempelhof, dove è stato infine capogruppo parlamentare. Dal 2000 al 2004 è stato presidente dell'associazione distrettuale SPD Tempelhof-Schoeneberg.
Il 2 febbraio 1996 è diventato membro della Camera dei rappresentanti di Berlino, in sostituzione di Lore Maria Peschel-Gutzeit. Nelle elezioni parlamentari del 2001 ha vinto il suo primo mandato diretto nel collegio elettorale di Tempelhof-Schoeneberg 4. Dal 16 giugno 2001 al 1º dicembre 2011 è stato presidente del gruppo parlamentare SPD. È subentrato a Klaus Wowereit dopo la sua elezione a sindaco governativo. Dopo le dimissioni di Peter Strieder, il 20 giugno 2004 è stato eletto anche presidente dell'SPD Berlino. Alla conferenza del partito del 9 giugno 2012, ha perso la rielezione a presidente dello stato. È stato sconfitto da Jan Stöß con 101 voti contro 123.
Il 1º dicembre 2011 ha prestato giuramento come senatore per lo sviluppo urbano e l'ambiente. Da allora è anche sindaco. Il suo successore nella carica di senatore per lo sviluppo urbano e l'ambiente è arrivato l'11 dicembre 2014, il sindaco del distretto di Lichtenberg, Andreas Geisel, successore come sindaco è stato il senatore laburista Dilek Kolat.
Il 29 agosto 2014, Müller ha confermato la sua candidatura a subentrare a Klaus Wowereit, che aveva annunciato le sue dimissioni il 26 agosto 2014.  Nel ballottaggio dell'SPD di Berlino il 18 ottobre 2014 vinse con il 59,1% dei voti. Il presidente dello stato Jan Stöß ha ricevuto il 20,9% dei voti e il capogruppo parlamentare alla Camera dei rappresentanti Raed Saleh il 18,7%. L'11 dicembre 2014, la Camera dei rappresentanti lo ha eletto sindaco di Berlino con 87 voti su 146 . Dopo le elezioni parlamentari del 2016, la coalizione rosso-nera è stata sostituita da una coalizione rosso-rosso-verde e rieletto Müller l'8 dicembre 2016 con 88 voti su 158. In qualità di sindaco governativo di Berlino, è stato presidente del Bundesrat dal 1º novembre 2017 al 31 ottobre 2018 e presidente della Conferenza dei presidenti dei ministri dal 1º ottobre 2020 al 30 settembre 2021. Alla conferenza del partito di stato del 24 aprile 2021, Franziska Giffey è stata eletta miglior candidato dell'SPD alle elezioni parlamentari del 2021.  Dopo che l'SPD si è nuovamente classificato al primo posto nelle elezioni, Giffey è stata eletta sindaco al governo il 21 dicembre 2021.
Il 13 aprile 2016, Müller ha dichiarato che avrebbe presentato domanda per la presidenza di stato del suo partito alla conferenza del partito prevista per il 30 aprile 2016. Il presidente in carica Jan Stöß ha quindi dichiarato che non si sarebbe più ricandidato. Alla conferenza del partito statale, Müller è stato eletto presidente con l'81,7% dei voti dei delegati. Il 2 giugno 2018 è stato rieletto con il 64,9%. Alla conferenza del partito del 28 novembre 2020, non si è più candidato. Franziska Giffey e Raed Saleh furono eletti come suoi successori.
Alla conferenza del partito federale dell'8 dicembre 2017, Müller è stato eletto nell'esecutivo del partito SPD. Il 6 dicembre 2019 non è stato poiù rieletto.
Nell'ottobre 2020, Müller ha prevalso contro Sawsan Chebli nelle primarie interne del partito per la candidatura diretta nel collegio elettorale di Berlino-Charlottenburg - Wilmersdorf alle elezioni federali del 2021. Non si è candidato alla carica nel suo collegio elettorale di Berlino-Tempelhof-Schoeneberg perché Kevin Kühnert aveva già annunciato la sua candidatura in queol luogo. Il 24 aprile 2021 è stato eletto numero 1 nella lista dello stato di Berlino. Alle elezioni vinse il mandato diretto con il 27,9% ed entrò nel Bundestag tedesco,  diventando membro della commissione per gli affari esteri.